# Мирка Гинова
Мирка Гинова (на гръцки: Ειρήνη Γκίνη, Ирини Гини) е македонска комунистическа партизанка, смятана за народен герой на Социалистическа Република Македония.

## Биография
Мирка Гинова е родена през 1916 година във воденското село Русилово, Гърция. Израства в бедно семейство, но завършва основно училище в родното си село и през 1939 година учителски колеж в Костур. През 1940 година е назначена за начална учителка във Воденско, а след окупацията на Гърция от силите на Оста през 1941 година се включва в ОКНЕ и в младежката организация ЕПОН. Подпомага партизанските групи на ЕЛАС и през 1943 година сама минава в нелегалност в околностите на Каймакчалан.

Присъединява се през 1945 година към Тайната освободителна македонска организация (ТОМО) и при избухването на Гражданска война в Гърция участва във въоръжените групи на Народно-освободителният фронт. През лятото на 1946 година Мирка Гинова е арестувана и отведена в Енидже Вардар. На 25 юли 1946 година е съдена в градското училище от военен съд и два дни по-късно е разстреляна с други партизани извън града. В своя защита Гинова казва: 
| „ | Славомакедонка съм и вярвам в ГКП, защото само представлява желанията на хората в Гърция.. Борих се срещу германците...и сега съм горда, че умирам, защото се борих срещу новите окупатори. | “ |

Името на Мирка Гинова носи държавен ученически дом в Битоля. Ежегодно се провежда панаир в град Воден около датата на убийството на Мирка Гинова от хора, близки на Виножито. Песен за Мирка Гинова изпълнява Никола Ботсфарис в албума си „На живо“, а също и вокална група „Бапчорки“.